# Saint-Jean-d'Avelanne
Saint-Jean-d'Avelanne è un comune francese di 881 abitanti situato nel dipartimento dell'Isère della regione dell'Alvernia-Rodano-Alpi.

## Società

### Evoluzione demografica
Abitanti censiti